# El Pajaral, Veracruz
El Pajaral är en ort i Mexiko.   Den ligger i kommunen Las Choapas och delstaten Veracruz, i den sydöstra delen av landet, 500 km öster om huvudstaden Mexico City. El Pajaral ligger 33 meter över havet och antalet invånare är 127.
Terrängen runt El Pajaral är platt, och sluttar söderut. Runt El Pajaral är det ganska glesbefolkat, med 29 invånare per kvadratkilometer. Närmaste större samhälle är Las Choapas, 13,6 km öster om El Pajaral. Omgivningarna runt El Pajaral är en mosaik av jordbruksmark och naturlig växtlighet.